# Tatsuo Fujimoto
Tatsuo Fujimoto (Prefectura d'Hyōgo, Japó, 29 de març de 1940) és un nedador japonès retirat especialitzat en proves d'estil lliure, on va aconseguir ser subcampió olímpic el 1960 en els 4x200 metres.

## Carrera esportiva
Als Jocs Olímpics de Roma 1960 va guanyar la medalla de plata en els relleus de 4x200 metres estil lliure, amb un temps 8:13.2 segons, després dels Estats Units (or amb 8:10.2 segons que va ser rècord del món) i per davant d'Austràlia (bronze); els seus companys d'equip van ser els nedadors: Makoto Fukui, Hiroshi Ishii i Tsuyoshi Yamanaka.